# LightDM
LightDM — дисплейный менеджер X Window System, который стремится быть лёгким, быстрым, расширяемым и поддерживающим множество рабочих столов. Фронтенд Unity Greeter из состава Ubuntu использует WebKit для отображения основанного на HTML интерфейса входа в систему.
LightDM предоставляет ту же функциональность, что и GDM, но отличается от него более простой кодовой базой и отсутствием зависимости от библиотек GNOME. LightDM был выбран в качестве дисплейного менеджера по умолчанию для дистрибутивов Ubuntu 12.04, Kubuntu, Edubuntu, Fedora (Netinstall/DVD при установке Cinnamon), Xubuntu, LinuxMint..